# Acouchis
Die Acouchis (Myoprocta), auch als Zwerg- oder Geschwänzte Agutis bezeichnet, sind eine Säugetiergattung aus der Ordnung der Nagetiere, die gemeinsam mit den Agutis die Familie Agutis und Acouchis (Dasyproctidae) bilden. Es handelt sich bei ihnen um zwei Arten:
- Rotes Acouchi (Myoprocta acouchy)
- Grünes Acouchi (Myoprocta pratti)

## Merkmale
Acouchis haben stämmige Körper mit kräftigen Beinen, die in hufartigen Krallen enden und zum Laufen geeignet sind. Wie die Agutis besitzen sie ein einfarbiges Fell und nur drei Zehen an den Hinterbeinen, jedoch vier funktionale Zehen und einen rudimentären Daumen an den Vorderfüßen. Wegen dieser gemeinsamen Merkmale werden Acouchis und Agutis in der Unterfamilie Dasyproctinae vereint. Die Unterschiede zu den Agutis liegen vor allem in der geringeren Größe und dem längeren Schwanz.
Das raue Fell der Tiere ist an der Oberseite rötlich-schwarz oder grünlich gefärbt, die Farbe der Unterseite variiert von weiß bis braun. Die Schnauze und die Seiten des Kopfes sind oft leuchtend gelb oder rot. Die Unterseite des Schwanzes ist weiß, dies dient möglicherweise der Kommunikation mit den Artgenossen. Acouchis erreichen eine Kopf-Rumpf-Länge von 32 bis 38 Zentimeter, eine Schwanzlänge von 4 bis 7 Zentimeter und ein Gewicht von 0,6 bis 1,3 Kilogramm.

## Verbreitung und Lebensraum

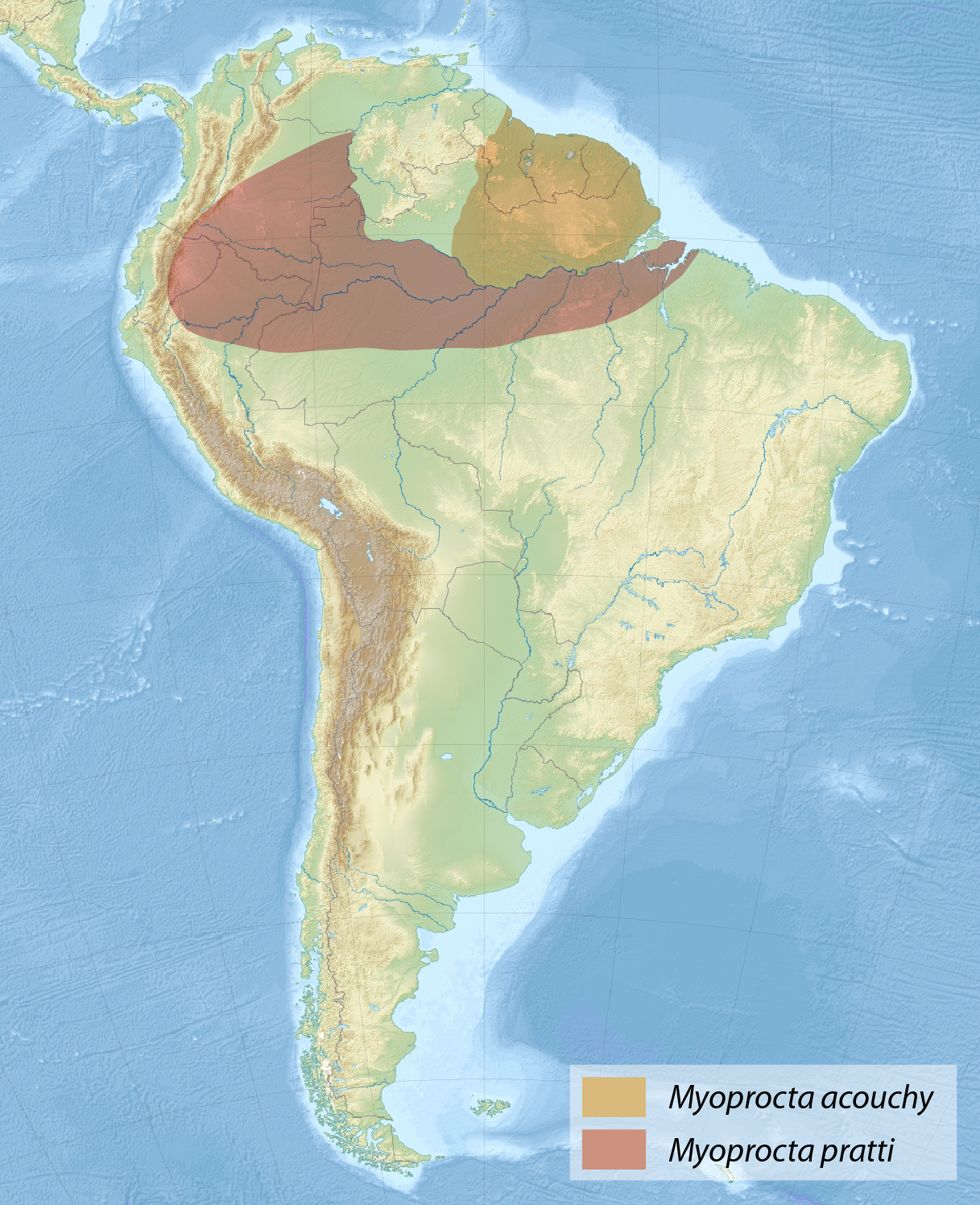
Die Verbreitungsgebiete der zwei Acouchiarten im nördlichen Südamerika

Acouchis sind auf das nördliche Südamerika östlich der Anden beschränkt, ihr Verbreitungsgebiet reicht von Kolumbien bis in das brasilianische Amazonasbecken. Ihr Lebensraum sind vorwiegend tropische Regenwälder oder buschbestandene Flussbänke, sie entfernen sich jedoch nie allzu weit vom Wasser.

## Lebensweise
Acouchis sind in der Regel tagaktiv. In Gebieten, in denen sie oft gestört werden, wechseln sie zu einer nachtaktiven Lebensweise. Sie sind Bodenbewohner und als Schlafplätze dienen ihnen Blätternester in hohlen Baumstämmen oder verlassene Baue anderer Tiere, denn sie selbst können keine Baue graben.
Jedes erwachsene Tier hat sein eigenes Territorium, das 6000 bis 12000 Quadratmeter groß ist und das sie in der Regel einzelgängerisch bewohnen. Im Gegensatz zu den Agutis reagieren sie aber weniger feindselig auf Artgenossen.

## Nahrung
Acouchis sind Pflanzenfresser, die sich von einer Vielzahl von Pflanzen und Pflanzenteilen wie Früchten, Blättern, Nüssen und Wurzeln ernähren. In der Regenzeit legen sie Vorratslager an, indem sie Teile der Nahrung eingraben.

## Fortpflanzung
Nach rund 99-tägiger Tragzeit bringt das Weibchen ein bis drei (meist zwei) Jungtiere zur Welt. Diese sind ausgeprägte Nestflüchter, die behaart und mit offenen Augen zur Welt kommen und nur überleben können, wenn sie 14 Tage gesäugt werden. Die Geschlechtsreife tritt mit 8 bis 12 Monaten ein. Das höchste bekannte Alter eines Tieres in menschlicher Gefangenschaft betrug 10 Jahre, die Lebenserwartung in freier Natur ist nicht bekannt.

## Bedrohung
Acouchis werden gelegentlich gejagt, weil sie Plantagen verwüsten, in manchen Gegenden (zum Beispiel bei den Indios in Nordperu) wird auch ihr Fleisch gegessen. Wie viele andere Regenwaldbewohner dürften auch sie mancherorts an der fortschreitenden Zerstörung ihres Lebensraumes leiden. Die IUCN listet aber beide Arten als „nicht gefährdet“ (least concern).